# Waleed Al-Bekheet
Waleed Saleh Al-Bekheet (sinh ngày 4 tháng 4 năm 1965) là một cựu vận động viên ném búa người Kuwait đã thi đấu tại Thế vận hội Mùa hè 1988 và 1992, lần lượt xếp thứ 27 và 25. Anh từng đoạt giải vô địch châu Á năm 1993 và sau đó tham gia Thi đấu Thế giới 1995 tại Gothenburg.
Sau này, anh trở thành một huấn luyện viên phụ trách môn ném với Liên đoàn Thể dục Thể thao Kuwait vào năm 1999.

## Kỷ lục cá nhân của anh không được nêu rõ trong văn bản bạn cung cấp
- Hammer throw – 69.42 m (1989, Kuwait City)